# Polypedilum stratiotis
Polypedilum stratiotis är en tvåvingeart som först beskrevs av Jean-Jacques Kieffer 1909.  Polypedilum stratiotis ingår i släktet Polypedilum och familjen fjädermyggor. Inga underarter finns listade i Catalogue of Life.